# Черинг Кросс Роуд, 84
«Черинг Кросс Роуд, 84» (англ. 84 Charing Cross Road) — британо-американский кинофильм 1987 года. Экранизация пьесы Джеймса Руза-Эванса, поставленной по мемуарам Хелен Ханфф. Премия BAFTA.

## Сюжет
Действие фильма происходит в Лондоне и Нью-Йорке и начинается в 1949 году. Элен Ханфф — американская писательница, увлекающаяся коллекционированием старых книг. Она просматривает объявления о продаже старых изданий и однажды откликается на объявление о продаже раритетной книги в магазине, который находится в буквальном смысле за океаном, а именно в Лондоне. Так начинается двадцатилетний роман в письмах между американкой и британцем, заведующим книжным магазином.
Многолетняя переписка переходит в глубокие и тёплые взаимные чувства. Однако, увидеть друг друга им так и не было суждено. В 1968 году Фрэнк Доэл умирает. В 1971 году Элен приезжает в Лондон и навещает опустевший книжный магазин Фрэнка.

## Актёры
- Энн Бэнкрофт — Элен Ханфф
- Энтони Хопкинс — Фрэнк Доэл
- Джуди Денч — Нора Доэл
- Морис Денем — Джордж Мартин
- Элеанор Дэвид — Сесили Фарр
- Мерседес Рул — Кей
- Даниил Джеролл — Брайан
- Венди Морган — Меган Уэллс
- Иэн Макнис — Билл Хамфрис
- Дж. Смит-Камерон — Джинни

## Премии и номинации
- 1988 премия BAFTA:
  - лучшая актриса (Энн Бэнкрофт)
- Номинации
  - Лучшая актриса второго плана, лучший адаптированный сценарий
- 1987 фильм участник конкурсного показа ММКФ:
  - приз лучшему актёру (Энтони Хопкинс)[1]